# Blue Banisters
Blue Banisters — восьмий студійний альбом американської співачки і авторки пісень Лани Дель Рей. Він вийшов 15 жовтня 2021 року в Канаді та 22 жовтня у всьому світі на Interscope та Polydor Records, через сім місяців після виходу її попереднього альбому Chemtrails over the Country Club. Продюсерами альбому виступила сама Лана Дель Рей, а також Закарі Доус, Лорен Хамфрі, Майк Дін, Баррі-Джеймс О'Ніл, Рік Новелс та декілька інших. 
Альбому передували два сингли : заголовна композиція Blue Banisters і Arcadia. Пісні Text Book і Wildflower Wildfire також були випущені до альбому як його рекламні сингли. Комерційно Blue Banisters посів перше місце в Аргентині та Нідерландах і досяг 8 місця в США. Він отримав позитивні відгуки від музичних критиків, більшість з яких похвалили тексти пісень Дель Рей.

## Історія створення
19 березня 2021 року Лана Дель Рей випустила свій сьомий студійний альбом Chemtrails over the Country Club, і вже через день оголосила, що її наступний альбом під назвою Rock Candy Sweet вийде в червні.  
Список композицій з альбому частково складається із матеріалу минулих років. Музикант Баррі Джеймс О'Нілл, з яким співачка перебувала у стосунках до середини 2014 року, хотів включити до свого альбому Strange Desire пісню Riverside, записану з Дель Рей у Лос-Анджелесі в 2012 році. Лана дала згоду, і запитала, чи може вона використовувати чотири пісні, записані з О'Ніллом раніше, для Blue Banisters: серед них - If You Lie Down With Me, Nectar of the Gods та Living Legend. Четвертою піснею виявилась кавер-версія Summer Wine Ненсі Сінатри та Лі Хезлвуд. І хоча композиція так і не потрапила в альбом, вона була завантажена на YouTube ще в 2013 році. У червні 2016 року Лана опублікувала відео в Instagram з а капела виконанням уривка треку Cherry Blossom, який також ввійшов в платівку через 5 років. 
Композиції Dealer і Thunder були записані у 2017 році для альбому «маленького рок-гурту» Лани, Алекса Тернера з Arctic Monkeys, Майлза Кейна та інших. Платівку так і не випустили, але співачка хотіла включити Dealer в Chemtrails Over the Country Club. Пізніше обидві композиції ввійшли до Blue Banisters.
Альбом є доступним на всіх музичних платформах. Сама ж Дель Рей коментує свій витвір так:
|  | Я можу сказати, що цей альбом про те, як це було, що трапилося і чим є зараз. Постійна критика підштовхнула мене досліджувати своє власне генеалогічне древо, копати глибше і продовжувати вивчати той факт, що тільки Бог піклується про те, як я живу. |

## Обкладинка й назва

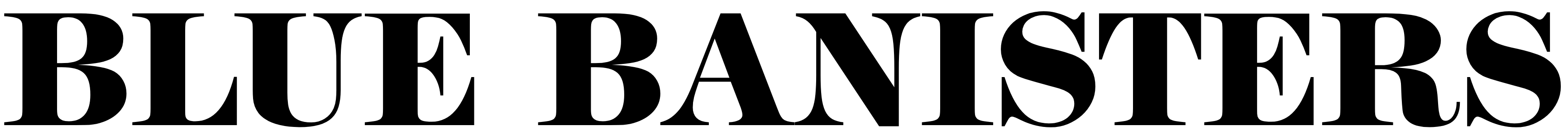
Гарнітура шрифту альбому Blue Banisters.

12 квітня Лана поділилася фотографією з підписом «Blue Banisters» в соціальних мережах — шанувальники припустили, що це пісня з Rock Candy Sweet. Через деякий час було оголошено нову та офіційну назву альбому — Blue Banisters. Того ж дня співачка поділилася зображенням, яке помилково було прийнято прихильниками Лани та ЗМІ за обкладинку альбому. Шанувальники розкритикували Дель Рей й припустили, що співачка сама нашвидкоруч зробила обкладинку в одному з мобільних застосунків для редагування фотографій. Один шанувальник навіть створив петицію на Change.org  "Заблокуйте Лану в програмі для редагування фото PicsArt". ЇЇ підписали майже п'ять тисяч людей. Згодом виявилося, що це обкладинка не для альбому, а для синглів Blue Banisters, Text Book та Wildflower Wildfire.
3 липня співачка оприлюднила справжню обкладинку платівки Blue Banisters. Її автор — фотограф Ніл Круг, з яким Лана вже раніше працювала для оформлення Ultraviolence (2014) та Honeymoon (2015),  Lust for Life (2017) та Chemtrails Over The Country Club (2021).

## Реліз
20 травня 2021 року Wildflower Wildfire, Text Book і Blue Banisters були випущені як перші три сингли альбому.
8 вересня 2021 року пісня Arcadia вийшла як четвертий сингл альбому. Того ж дня альтернативні обкладинки платівки були опубліковані разом із трек-листом й цифровими та фізичними попередніми замовленнями альбому (вініли, компакт-диски і касети). 8 вересня також було опубліковано музичне відео на Arcadia, а 7 жовтня альтернативний кліп на цю ж пісню.
Реклама Blue Banisters була мінімальною в порівнянні з попередніми релізами Дель Рей, переважно через те, що співачка деактивувала свої акаунти в соціальних мережах у вересні 2021 року. 
Альбом вийшов 22 жовтня 2021 року на Interscope та Polydor Records. Того ж дня, в рамках реклами альбому, Лана Дель Рей з'явилася в американському ток-шоу Пізнє шоу зі Стівеном Колбертом і виконала Arcadia. За 2 дні до релізу, 20 жовтня, було опубліковане музичне відео на пісню Blue Banisters.

## Список композицій
| #     | Назва                     | Тривалість |
| ----- | ------------------------- | ---------- |
| 1.    | «Text Book»               | 5:04       |
| 2.    | «Blue Banisters»          | 4:52       |
| 3.    | «Arcadia»                 | 4:24       |
| 4.    | «Interlude-The Trio»      | 1:16       |
| 5.    | «Black Bathing Suit»      | 5:18       |
| 6.    | «If You Lie Down With Me» | 4:25       |
| 7.    | «Beautiful»               | 3:36       |
| 8.    | «Violets for Roses»       | 4:15       |
| 9.    | «Dealer»                  | 4:34       |
| 10.   | «Thunder»                 | 4:19       |
| 11.   | «Wildflower Wildfire»     | 4:46       |
| 12.   | «Nectar of the Gods»      | 4:20       |
| 13.   | «Living Legend»           | 4:00       |
| 14.   | «Cherrty Blossom»         | 3:18       |
| 15.   | «Sweet Calorina»          | 3:22       |
| 61:54 |                           |            |

## Відгуки

### Критика
Альбом Blue Banisters отримав позитивні відгуки музичних критиків. На Metacritic, яка присвоює нормований рейтинг зі 100 рецензіям професійних видань, альбом отримав середню оцінку 80 на основі 21 рецензії, що вказує на «загалом схвальні відгуки». Агрегатор AnyDecentMusic? дав йому 7,4 з 10 балів. 

### Комерційний прийом
Платівка дебютувала на восьмому місці у Billboard 200 з проданими 33 000 одиницями еквівалентів альбому, які складалися з 19 000 чистих продажів і 14 000 потокових одиниць. Це був восьмий запис Дель Рей поспіль, який потрапив до десятки найкращих у США. 
Також Blue Banisters дебютував під номером один у чарті альтернативних альбомів Billboard, ставши її шостим поспіль номером один у цьому чарті та другим за рік після березневого альбому Chemtrails over the Country Club. 